# Notommata silphoides
Notommata silphoides är en hjuldjursart som beskrevs av de Beauchamp 1923. Notommata silphoides ingår i släktet Notommata och familjen Notommatidae. Inga underarter finns listade i Catalogue of Life.